# Make Your Mama Proud
Make Your Mama Proud es el álbum debut de la banda estadounidense Fastball. La canción "Are You Ready For The Fallout?" recibió cierta radiodifusión. El álbum vendió cerca de 5500 copias en sus primeros dos años en el mercado.

## Lista de canciones
| #  | Título                         | Duración | Música       |
| -- | ------------------------------ | -------- | ------------ |
| 1  | Human Torch                    | 2:40     | Tony Scalzo  |
| 2  | She Comes ‘Round               | 3:27     | Miles Zuniga |
| 3  | Make Your Mama Proud           | 2:10     | Tony Scalzo  |
| 4  | Back Door                      | 2:20     | Miles Zuniga |
| 5  | Are You Ready for the Fallout? | 3:41     | Tony Scalzo  |
| 6  | Nothing                        | 1:51     | Tony Scalzo  |
| 7  | Boomerang                      | 2:57     | Miles Zuniga |
| 8  | Eater                          | 2:42     | Tony Scalzo  |
| 9  | Knock It Down                  | 2:08     | Miles Zuniga |
| 10 | Lender                         | 1:58     | Tony Scalzo  |
| 11 | Altamont                       | 3:08     | Miles Zuniga |
| 12 | Emily                          | 2:07     | Tony Scalzo  |
| 13 | Seattle                        | 2:49     | Miles Zuniga |
| 14 | Telephone Calls                | 2:14     | Tony Scalzo  |

## Créditos
- Tony Scalzo - voz, bajo, teclados, guitarra
- Miles Zuniga - voz, guitarra
- Joey Shuffield - batería, percusión